# Мюроль, Гастон де
Гастон де Мюроль или Каст де Мюроль (фр. Gaston de Murols; ? — до 20 июня 1172) — 6-й магистр Мальтийского ордена (1170—1172).

## Биография
Вероятно, был представителем французской дворянской семьи, происходящей из Мюроля, Аверон.
В 1163—1167 годах служил казначеем Ордена госпитальеров.
В 1170 году Жильбер Д’Эссайи назначил его своим преемником, однако избрание Гастона де Мюроля было признано лишь частью рыцарей ордена, которые встали на сторону авторитетного крестоносца некоего Ростанга.
Этот раскол длился недолго, так как в 1172 году магистр ордена Гастон де Мюроль, умер, предположительно до 20 июня 1172 года.